# Clase Ouragan
La  clase Ouragan fue una serie de dos landing platform dock de construcción francesa, operados por la Marina Nacional de Francia. Recibían la denominación en francés Transport de chalands de débarquement (TCD) en español, transporte de lanchas de desembarco.

## Diseño
Los buques de la clase, fueron diseñados  para:
- La carga y descarga rápida mediante lanchas de desembarco de tropas, equipamiento y vehículos;
- Transporte, suministro y operación de helicópteros para el transporte de commandos o proporcionar apoyo cercano;
- Buques de mando en operaciones de desembarco a escala limitada.

El desembarco, se lleva a cabo por medio de lanchas de desembarco que transporta en el interior de un dique seco inundable en el interior de los buques, que puede sumergirse hasta tres metros bajo el agua, dotado de un portón trasero, y con una longitud total de  120 m. Los  TCD podían simultáneamente transportar, repostar y poner en operación cuatro helicópteros pesados, mientras garantiza el control de una operación de desembarco limitada y da hospitalización y cuidados a los heridos.
Los buques de la clase son:
- Ouragan (L9021), (Huracán)  que causó  baja en enero de  2007.A fines del 2016 fue enviado a Bélgica para su desguace.
- Orage (L9022), (Tormenta) que causó  baja en junio de 2007)

## Historial
El Ouragan fue botado el 9 de noviembre de 1963, el Orage en 1968.
Cuando causaron baja en la armada francesa, los dos buques fueron ofrecidos a la Armada Argentina en 2006 y 2007, pero la operación fue paralizada por el gobierno argentino, debido a la existencia de  amianto, un material tóxico que era utilizado en la construcción de buques. Los dos buques se encuentran amarrados en el arsenal de Tolón en espera de desguace.

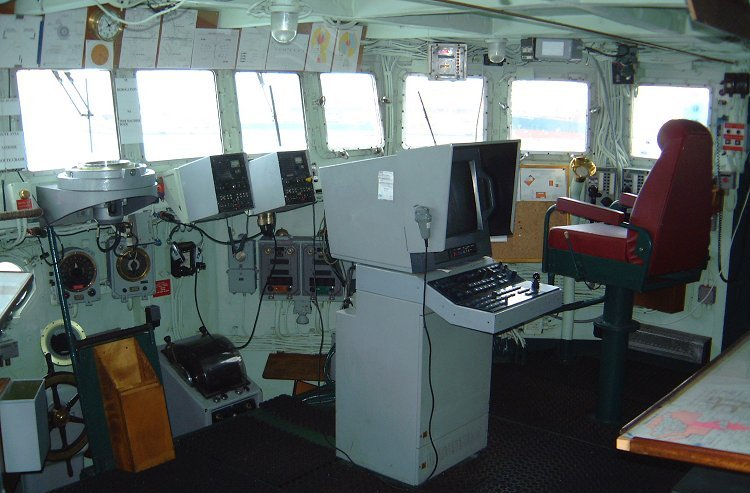
Puente de mando del  Ouragan
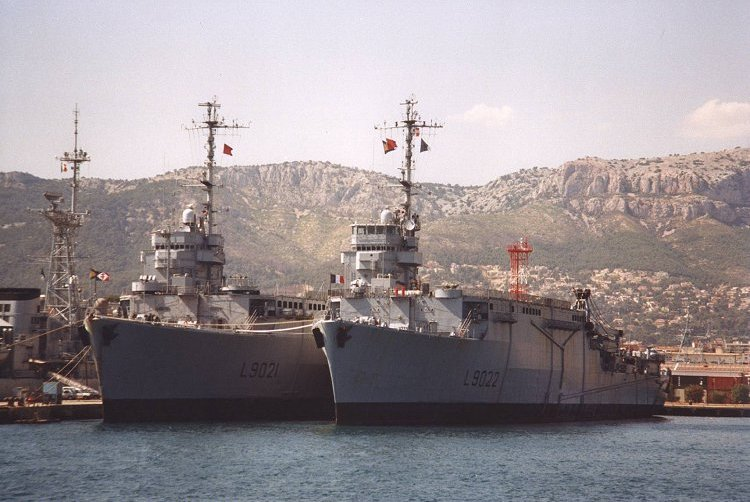
TCD Ouragan y  Orage amarrados en  Tolón
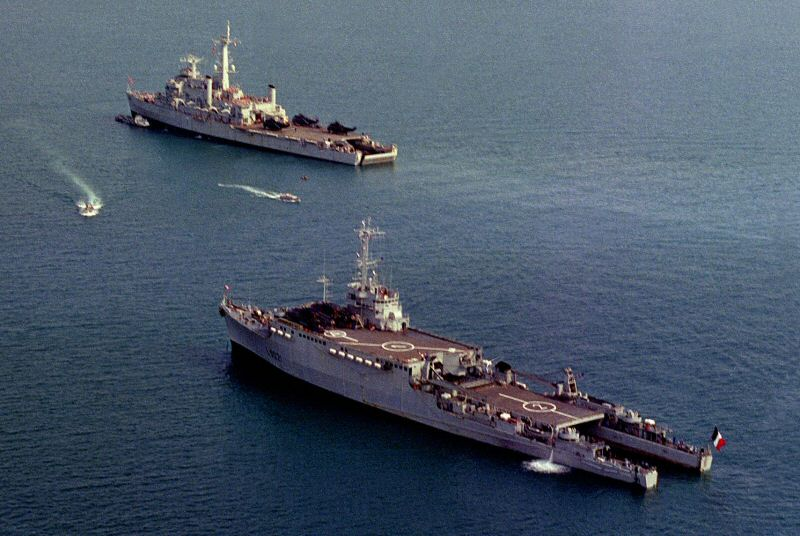
TCD Ouragan y el HMS Intrepid
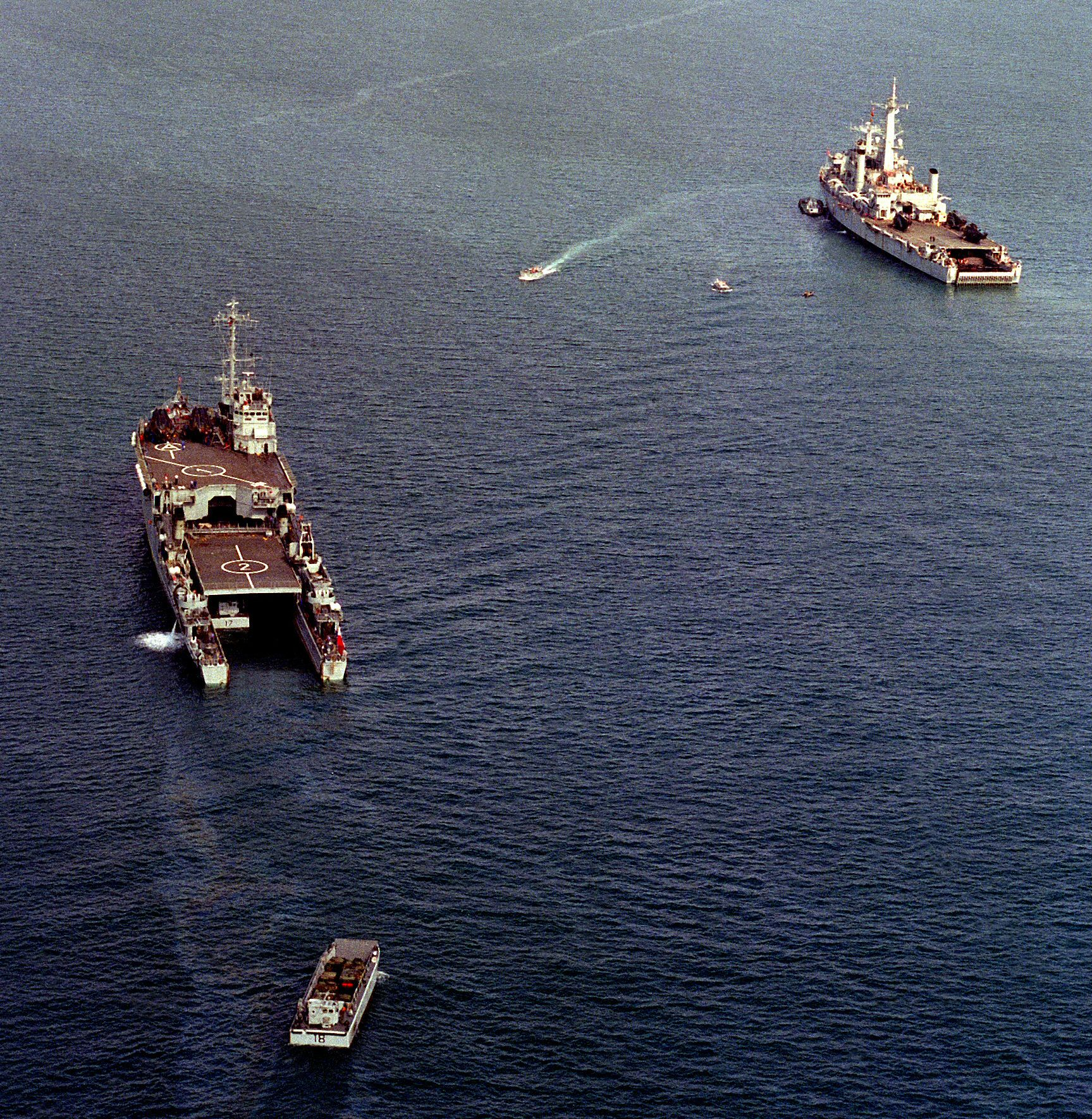
TCD Ouragan y el HMS Intrepid

## Unidades
| Unidad  | Numeral | Constructor | Iniciado | Botado | Entregado | Baja | Destino    |
| ------- | ------- | ----------- | -------- | ------ | --------- | ---- | ---------- |
| Ouragan | L9021   | DCN         | 1962     | 1963   | 1965      | 2007 | Desguazado |
| Orage   | L9022   | DCN         | 1967     | 1966   | 1968      | 2007 | Desguazado |